# Birra Korça
Browar Korcza (alb. Birra Korça) – najstarszy działający browar w Albanii.
Projekt pierwszego albańskiego browaru opracowali architekci włoscy w 1928. Browar rozpoczął działalność w październiku 1929. Jego właścicielem była spółka "Sh.A. Birra Korça", założona przez włoskiego inwestora Umberto Umbertiego i albańskiego kupca Selima Mborję. Kapitał początkowy spółki wynosił 950 tys. franków albańskich. Technologię produkcji opracowali specjaliści niemieccy. Oprócz piwa browar produkował wodę mineralną Kristal i lód dla celów spożywczych, a od 1942 także słód.
W styczniu 1946 na mocy ustawy o nacjonalizacji przemysłu browar został przejęty przez państwo albańskie. W latach 1955–1965 dokonano przebudowy zakładu, znacznie zwiększając jego produkcję. W 1994 browar został sprywatyzowany. Od 2004 właścicielem większości akcji jest Irfan Hysenbelliu, prezes spółki Birra Korça LLC. Browar został doinwestowany sumą 15 mln €, a nową linię produkcyjną przywieziono z Czech. Obecnie browar korczański produkuje 120 tys. hl piwa rocznie, co stawia go na drugim miejscu w Albanii pod względem wielkości produkcji (po browarze tirańskim).
Głównym produktem oferowanym przez browar jest piwo typu pilzner, pasteryzowane, o zawartości alkoholu 5.2%. W ofercie jest ono dostępne w butelkach 0,33 l i 0,5 l, a także w beczkach 30 l i 50 l.
Piwo z Korczy posiada międzynarodowy certyfikat ISO 22000, zdobyło także kilka nagród i wyróżnień. W 2007 piwo otrzymało nagrodę International Quality Crown Award. W 2009 zostało wyróżnione na targach we Frankfurcie. Od 2011 piwo dociera na rynek amerykański i jest dostępne w Massachusetts.
Pod patronatem browaru odbywa się corocznie w Korczy Święto Piwa (Festa e Birres), które jest jedną z największych tego typu imprez na Bałkanach. Od 2015 podobny festiwal odbywa się w Tiranie.

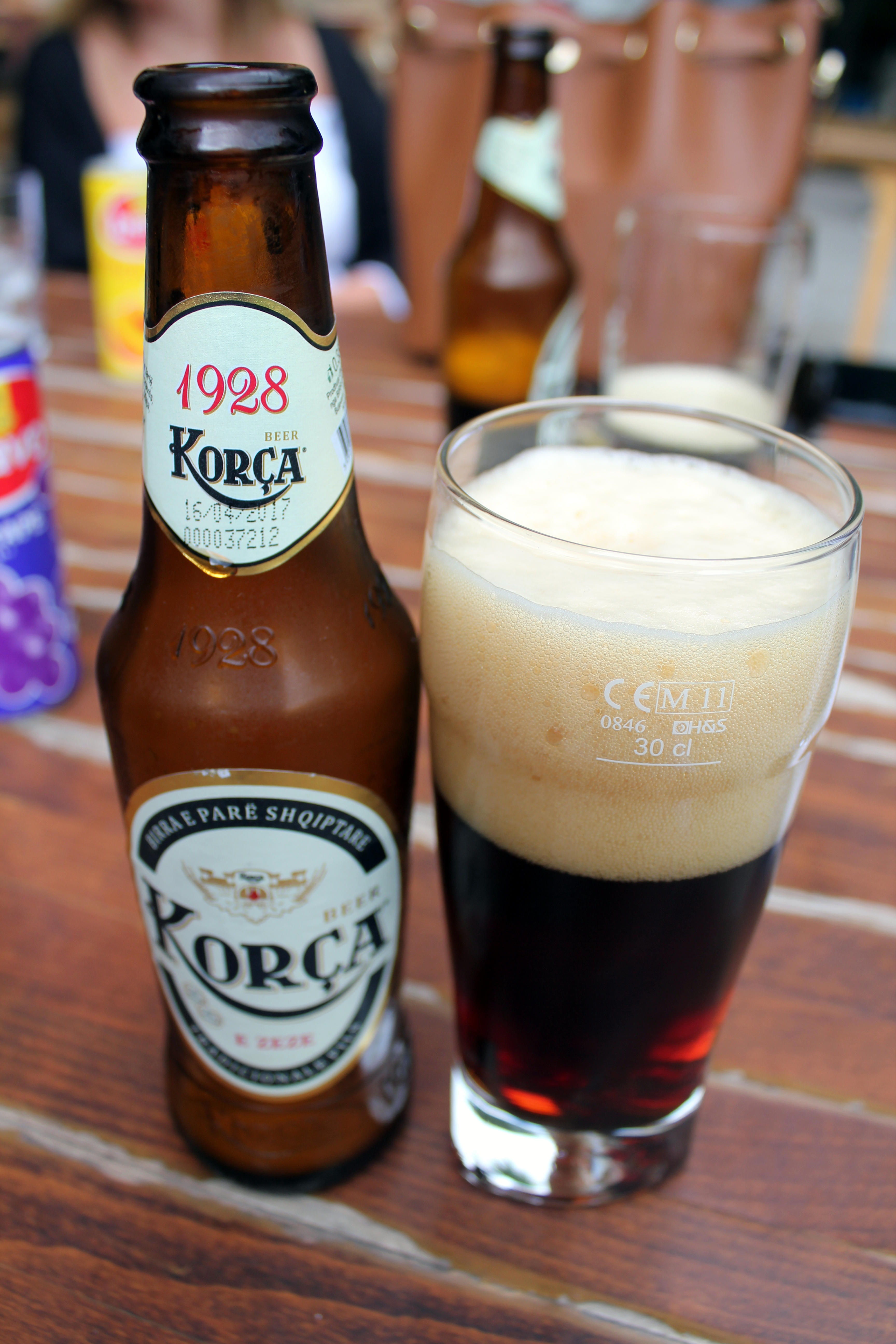
Ciemne piwo z browaru w Korczy